# 자키아 후다다디
자키아 후다다디(1998년 9월 29일 ~ , 파슈토어: ذکیه خدادادی)는 아프가니스탄의 여자 장애인 태권도 선수이다.
아프가니스탄 최초의 여자 태권도 선수인 후다다디는 18세의 나이에 2016년 아프리카 장애인 태권도 선수권 대회에서 우승하면서 이름을 알렸으며 2021년에 일본 도쿄에서 열린 2020년 하계 패럴림픽에서 아프가니스탄 대표로 참가했다. 후다다디는 처음에 탈레반의 아프가니스탄 장악으로 인해 패럴림픽에 처음 출전할 기회를 놓칠 위기에 처했지만 아프가니스탄에서 안전하게 대피한 이후에 국제 패럴림픽 위원회의 도움을 받아 대회에 참가할 수 있게 되었다. 후다다디는 그리스 아테네에서 열린 2004년 하계 패럴림픽에 참가한 마리나 카림 이후 17년 만에 처음으로 패럴림픽에 출전한 아프가니스탄의 여자 선수가 되었다. 후다다디는 또한 탈레반이 아프가니스탄을 점령한 이후에 공식적인 국제 스포츠 행사에 참가한 아프가니스탄의 여자 선수가 되었다. 프랑스 파리에서 열린 2024년 하계 패럴림픽에서 태권도 여자 -47kg급 K44 등급에 출전하여 난민 선수단 역사상 최초로 패럴림픽 메달을 획득했다.

## 경력
자키아 후다다디는 헤라트주 출신 하자라인이며 팔이 한쪽만 있다. 후다다디는 2008년 베이징 하계 올림픽과 2012년 런던 하계 올림픽에서 아프가니스탄의 유일한 올림픽 메달이 태권도에서 나왔기 때문에 태권도 종목을 시작하려는 동기 부여를 받았다. 후다다디는 아프가니스탄의 처음이자 현재까지 유일한 올림픽 메달리스트인 로훌라 니크파이로부터 영감을 받았다. 2001년에 아프가니스탄을 지배하고 있던 탈레반이 미국과 동맹국의 침공을 계기로 몰락한 이후에 후다다디는 아프가니스탄의 다른 많은 여자들과 마찬가지로 남자들이 그랬던 것처럼 스포츠 경기에 참가하도록 격려받았다. 그러나 고향인 헤라트가 탈레반의 지배를 받고 있었기 때문에 지역 클럽을 대표할 기회가 줄어들었고 대부분의 훈련은 자신의 집과 뒷마당에서 했다.
후다다디는 2016년에 이집트에서 열린 아프리카 장애인 태권도 선수권 대회에 참가하여 우승을 차지했다. 후다다디는 2020년 도쿄 하계 패럴림픽에서 와일드카드 자격으로 출전할 자격을 획득했는데 남자 육상 선수인 호사인 라술리와 함께 아프가니스탄 대표로 참가할 2명의 선수 가운데 한 사람으로 선정되었다. 후다다디는 여자 태권도 -49kg K44 등급에 출전할 자격을 획득했다. 후다다디는 부모 곁을 떠나 아프가니스탄의 수도인 카불로 가서 하계 패럴림픽 출전을 준비했다. 그러나 2021년 8월 15일에 탈레반이 카불을 함락하면서 아프가니스탄의 패럴림픽 참가가 위태로워졌다. 또한 아프가니스탄의 선수들도 카불 국제공항 폐쇄로 인해 카불을 떠날 수 없게 되면서 아프가니스탄은 2020년 도쿄 하계 패럴림픽 불참을 결정했다. 그러나 후다다디는 아프가니스탄을 안전하게 떠나 도쿄 하계 패럴림픽에 참가하기 위해 탈레반의 추적을 피해 은신하여 대회에 참가할 수 있도록 도움을 요청했다. 후다다디는 스페인으로 대피할 대상자 명단에 있는 것으로 확인되었다.
"아프가니스탄의 여성으로서, 그리고 아프가니스탄의 여성 대표로서 부탁드립니다. 저는 도쿄 패럴림픽에 출전하는 것을 목표로 하고 있습니다. 저에게 손을 내밀어 도와주세요. 전 세계 여성의 권리를 보호하는 모든 단체와 각국 정부에 부탁드립니다. 아프가니스탄의 여성으로서, 패럴림픽의 선수로서 우리의 권리를 빼앗기지 않도록 도와주세요. 우리는 어려운 상황에서 열심히 싸워왔습니다. 저는 이 결과를 당신에게 보여주고 싶습니다. 노력이 헛되지 않도록 도와주세요."— 자키아 후다다디가 탈레반의 아프가니스탄 장악 이후에 남긴 메시지

국제 패럴림픽 위원회(IPC)는 2021년 8월 24일에 열린 2020년 도쿄 하계 패럴림픽 개막식의 선수단 입장 과정에서 연대의 표시로 아프가니스탄의 국기를 등장시키기로 결정했다. 후다다디와 라술리는 2021년 8월 28일에 오스트레일리아 공군의 도움을 받아 라술리와 함께 아프가니스탄 카불을 탈출했고 아랍에미리트 두바이, 프랑스 파리를 거쳐 일본 도쿄에 도착했다. 앤드루 파슨스 국제 패럴림픽 위원회 회장은 아프가니스탄 대표 선수로 참가한 후다다디, 라술리 2명 모두 인터뷰에 참여할 수 없으며 일반적인 기자 회견에 불참할 수 있는 허가를 받았다고 발표했다.
후다다디는 2021년 9월 2일에 열린 2020년 도쿄 하계 패럴림픽 여자 태권도 -49kg급 K44 등급 16강전 경기에서 우즈베키스탄의 지요다혼 이사코바에게 12-17로 패배했다. 패자부활전에서는 우크라이나의 빅토리야 마르추크에게 36-48로 패배했다. 후다다디는 2021년 9월 5일에 열린 2020년 도쿄 하계 패럴림픽 폐막식에서 라술리와 함께 아프가니스탄 선수단의 기수로 등장했다.
후다다디는 네덜란드 로테르담에서 열린 2023년 유럽 장애인 태권도 선수권 대회에서 여자 -47kg급 K44 등급에 출전하여 금메달을 획득했다. 2024년 8월 29일에는 프랑스 파리에서 열린 2024년 하계 패럴림픽에서 태권도 여자 -47kg급 K44 등급에 출전하여 동메달을 획득했다. 이 메달은 난민 선수단이 최초로 획득한 패럴림픽 메달이기도 하다. 후다다디는 자신의 승리에 대해 "저는 여기까지 오기 위해 정말 많은 것을 겪었습니다. 이 메달은 아프가니스탄의 모든 여성과 전 세계의 모든 난민을 위한 것입니다. 언젠가 우리 나라(아프가니스탄)에 평화가 찾아오기를 바랍니다."라고 말했다.

### 내용주
1. ↑  2020년 도쿄 하계 패럴림픽은 원래 2020년 8월 25일부터 9월 6일까지 개최될 예정이었으나 2020년에 일어난 코로나19 범유행의 여파로 인하여 2020년 도쿄 하계 올림픽과 마찬가지로 1년 정도 연기되었다.
2. ↑  K44 등급은 한쪽 팔이 절단되어 있거나 이에 준하는 기능을 상실한 선수 또는 발가락이 절단되어 있는 선수가 출전하는 패럴림픽 태권도의 세부 종목이다.[10]

### 참고주
1. 1 2  “Afghans head to Tokyo with message of hope and peace”. 《paralympic.org》. 2021년 8월 10일.
2. ↑  “Taekwondo KHUDADADI Zakia”. 《Tokyo 2020 Paralympics》. 2021년 8월 29일에 원본 문서에서 보존된 문서. 2021년 8월 29일에 확인함.
3. ↑  “Zakia Khudadadi’s hopes of becoming first Afghan female Paralympian dashed”. 《the Guardian》 (영어). 2021년 8월 16일. 2021년 8월 18일에 확인함.
4. ↑  “Afghanistan’s Paralympians safely evacuated, says International Paralympic Committee”. 《The Indian Express》 (영어). 2021년 8월 26일. 2021년 8월 28일에 확인함.
5. ↑  “Afghanistan’s first female Paralympian is trapped in Kabul and cannot get to Tokyo”. 《Washington Post》 (미국 영어). ISSN 0190-8286. 2021년 8월 18일에 확인함.
6. ↑  McElwee, Molly (2021년 8월 16일). “Afghanistan's first female Paralympian denied chance to travel to Tokyo Games”. 《The Telegraph》 (영국 영어). ISSN 0307-1235. 2021년 8월 18일에 확인함.
7. ↑  “Zakia Khudadadi becomes 2nd Afghan woman to compete at Paralympics after her secret evacuation”. 《The Economic Times》. 2021년 9월 4일에 확인함.
8. ↑  “Who is Zakia Khudadadi? Afghanistan's first female Paralympian, 23, can no longer go to Tokyo”. 《meaww.com》 (영어). 2021년 8월 18일에 확인함.
9. 1 2  Robinson, Andrew Beaton and Joshua (2021년 8월 17일). “She Was Set to Make Afghan History at the Paralympics—Until the Taliban Took Over”. 《Wall Street Journal》 (미국 영어). ISSN 0099-9660. 2021년 8월 18일에 확인함.
10. ↑  《2019 KPC 국제장애인스포츠정보집》. 대한장애인체육회. 2020년 1월 15일. 47쪽. 2021년 11월 22일에 원본 문서에서 보존된 문서. 2022년 11월 16일에 확인함.
11. ↑  “Taekwondo player Khudadadi set to be Afghanistan's first female Paralympian”. 《www.insidethegames.biz》. 2021년 8월 13일. 2021년 8월 18일에 확인함.
12. ↑  “‘Heartbreaking’: Afghan Paralympic athletes to miss Tokyo 2020”. 《Al Jazeera》 (영어). 2021년 8월 16일. 2021년 8월 17일에 확인함.
13. ↑  “Afghanistan's first female Paralympian, now hiding from the Taliban, hasn't 'lost hope'”. 《ABC News》 (오스트레일리아 영어). 2021년 8월 17일. 2021년 8월 18일에 확인함.
14. ↑  “아프가니스탄, 도쿄 패럴림픽 출전 무산…"카불서 출국 실패"”. 《연합뉴스》. 2021년 8월 17일. 2021년 8월 23일에 확인함.
15. ↑  “'탈레반 장악' 아프가니스탄, 패럴림픽 불참 "도쿄행 비행기 못 탔다"”. 《뉴스1》. 2021년 8월 17일. 2021년 8월 23일에 확인함.
16. ↑  “Afghan athlete Zakia Khudadadi makes plea for help to compete in Tokyo Paralympic Games”. 《Sky Sports》 (영어). 2021년 8월 18일에 확인함.
17. ↑  Reuters. “Tokyo Paralympics: Female Afghan athlete appeals for help to get to Tokyo”. 《Sportstar》 (영어). 2021년 8월 18일에 확인함.
18. ↑  ““패럴림픽 출전 도와달라”…아프간에 발 묶인 태권도 선수 호소”. 《서울신문》. 2021년 8월 18일. 2021년 11월 22일에 확인함.
19. ↑  “Afganistán: España recibe la petición de evacuación de atleta paralímpica Zakia Khodadadi”. 《americadeportes》 (스페인어). 2021년 8월 20일에 확인함.
20. ↑  “[패럴림픽] 아프간 선수들 출전 좌절…아프간 국기는 개막식 입장”. 《KBS뉴스》. 2021년 8월 24일. 2021년 8월 24일에 확인함.
21. ↑  “'패럴림픽 꿈'도 막혔다…아프간 선수들, 항공편 없어 '국기'만 등장”. 《머니투데이》. 2021년 8월 24일. 2021년 8월 24일에 확인함.
22. ↑  “[패럴림픽] 선수는 없지만…아프가니스탄 국기, 개회식서 5번째로 등장”. 《연합뉴스》. 2021년 8월 24일. 2021년 8월 24일에 확인함.
23. ↑  “Afghanistan’s Paralympians safely evacuated, says International Paralympic Committee”. 《The Indian Express》 (영어). 2021년 8월 26일. 2021년 8월 28일에 확인함.
24. ↑  “Paralympics | Afghanistan's Zakia Khudadadi and Hossain Rasouli land in Tokyo to compete at Games”. 《Free Press Journal》 (영어). 2021년 8월 28일에 확인함.
25. ↑  “Afghan Paralympians arrive at Games after harrowing journey from Kabul to Tokyo”. 《www.abc.net.au》 (오스트레일리아 영어). 2021년 8월 28일. 2021년 9월 1일에 확인함.
26. ↑  “Afghanistan’s Paralympians safely evacuated, says International Paralympic Committee”. 《Al Jazeera》 (영어). 2021년 8월 31일. 2021년 11월 24일에 확인함.
27. ↑  “[패럴림픽] 아프간 장애인 대표선수, 카불 탈출 성공…"대회 출전 의지 있어"”. 《뉴스1》. 2021년 8월 25일. 2021년 11월 22일에 확인함.
28. ↑  “"손잡아 주세요" 호소에…'우리도 도쿄로 간다'”. 《MBC 뉴스데스크》. 2021년 8월 25일. 2021년 11월 23일에 확인함.
29. ↑  “'연대의 힘으로'…아프간, 극적인 패럴림픽 참가”. 《SBS뉴스》. 2021년 8월 29일. 2021년 11월 22일에 확인함.
30. ↑  “Afghan athletes arrive in Tokyo”. 《International Paralympic Committee》 (영어). 2021년 8월 28일에 확인함.
31. ↑  “아프간 최초 패럴림픽 여성 도전, 좌절 문턱 넘었다”. 《국민일보》. 2021년 8월 29일. 2021년 11월 22일에 확인함.
32. ↑  “-패럴림픽- 아프간 태권도 선수 쿠다다디, 꿈의 무대서 '희망의 발차기'”. 《연합뉴스》. 2021년 9월 2일. 2021년 11월 22일에 확인함.
33. ↑  Tokyo Organising Committee of the Olympic and Paralympic Games (TOCOG) (2021년 8월 31일). “Taekwondo – Competition Schedule” (PDF). 《olympics.com》. 2021년 8월 31일에 원본 문서 (PDF)에서 보존된 문서. 2021년 9월 3일에 확인함.
34. ↑  Tokyo Organising Committee of the Olympic and Paralympic Games (TOCOG) (2021년 8월 31일). “Taekwondo – Women K44 -49kg – Entry List by Event” (PDF). 《olympics.com》. 2021년 8월 31일에 원본 문서 (PDF)에서 보존된 문서. 2021년 9월 3일에 확인함.
35. ↑  Tokyo Organising Committee of the Olympic and Paralympic Games (TOCOG) (2021년 8월 31일). “Taekwondo – Women K44 -49kg – Draw Sheet” (PDF). 《olympics.com》. 2021년 8월 31일에 원본 문서 (PDF)에서 보존된 문서. 2021년 9월 3일에 확인함.
36. ↑  “Afghan Paralympian Zakia Khudadadi makes debut after top-secret evacuation”. 《The Japan Times》 (미국 영어). 2021년 9월 2일. 2022년 12월 26일에 원본 문서에서 보존된 문서. 2021년 9월 4일에 확인함.
37. ↑  “아프간 탈출 쿠다다디, 패럴림픽 꿈 이뤘다”. 《동아일보》. 2021년 9월 3일. 2021년 11월 22일에 확인함.
38. ↑  “Afghan athletes offered chance to carry flag at Paralympic Closing Ceremony”. 《www.insidethegames.biz》. 2021년 9월 5일. 2021년 11월 22일에 확인함.